# Пндапецим
| Umbrella Foot                                                                         | Devil Man  |
| Headless                                                                              | Large Ears |
| Из «Нюрнберской хроники» Шеделя: сциопод и сатир (сверху); блеммия и панотия (снизу). |            |

Пндапецим — вымышленный город в романе Умберто Эко «Баудолино». Пндапецим расположен где-то в Азии, за несколько сотен дней ходьбы на восток от Армении. Только пройдя через этот город, можно попасть в царство Пресвитера Иоанна. Оно расположено на довольно-таки плодородной земле, где растут оливковые и плодовые деревья. Город окружён горами, поэтому Пндапецим является единственным путём, который ведёт к царству Пресвитера Иоанна. В городе правит Диакон Иоанн.
Пндапецим известен своим своеобразным населением. Практически все жители Пндапецима являются мифологическими человекоподобными существами из средневекового бестиария, среди них сциоподы, гиганты, сатиры, блеммии, безъязычные, пигмеи и т. д. Единственными людьми в городе являются охранники-нубийцы и евнухи. Каждая из рас имеет свои собственные религиозные убеждения, свою собственную ересь. Несмотря на всю эту неоднородность населения, Пндапецим — мирный город, ведь жители уважают телохранителей-нубийцев и власть Диакона. Архитектура Пндапецима является примитивной, город полон множества конических и треугольных землянок. Их церкви выдолбили в скалах гиганты. Металлургия там не развилась, поэтому они строят всё, используя только дерево и камни. Они никогда не слышали о лодках, лошадях и драгоценных камнях.
Хотя номинально власть Диакона является абсолютной, сам он — всего-навсего марионетка в руках евнухов. Когда главный персонаж Баудолино прибывает в город, Диакона, больного проказой (государственный секрет), держат взаперти в башне. Эфталиты (Белые гунны) постоянно угрожают нападением на Пндапецим, но никогда не совершают настоящий приступ. Когда они всё-таки нападают на город, он не может себя защитить и всех жителей зверски убивают. Следствием этой инвазии является то, что навсегда теряются все связи с царством Пресвитера Иоанна.